# Mesanthura miersi
Mesanthura miersi là một loài chân đều trong họ Anthuridae. Loài này được Haswell miêu tả khoa học năm 1885.